# Glynn Morgan
Glynn Morgan (Woking, 8 febbraio 1968) è un cantante, compositore e produttore discografico britannico conosciuto soprattutto per la sua militanza nel gruppo rock progressivo Threshold, nonché per la sua attività di turnista.

## Biografia
Iniziata la carriera a metà degli anni 1980,   nel 1993 si unì ai Threshold, con i quali rimarrà fino al 1996, incidendo l'album Psychedelicatessen.
Ha fatto parte anche di altre band tra cui i Midfeed e i Franich.

## Discografia

### Solista
- 2002 - Forever
- 2019 - The Pure Shine

### Threshold
- 1994 – Psychedelicatessen
- 1995 – Livedelica
- 2017 – Legends of the Shires
- 2022 – Dividing Lines

### Collaborazioni (parziale)
- 1996 - Strange Hobby - Arjen Anthony Lucassen
- 2012 - Lost in the New Real - Arjen Anthony Lucassen
- 2011 - Behind the Black Veil - The Shadow Theory
- 2013 - Ravens and Lullabies - Oliver Wakeman